# Цинченко, Александр Васильевич

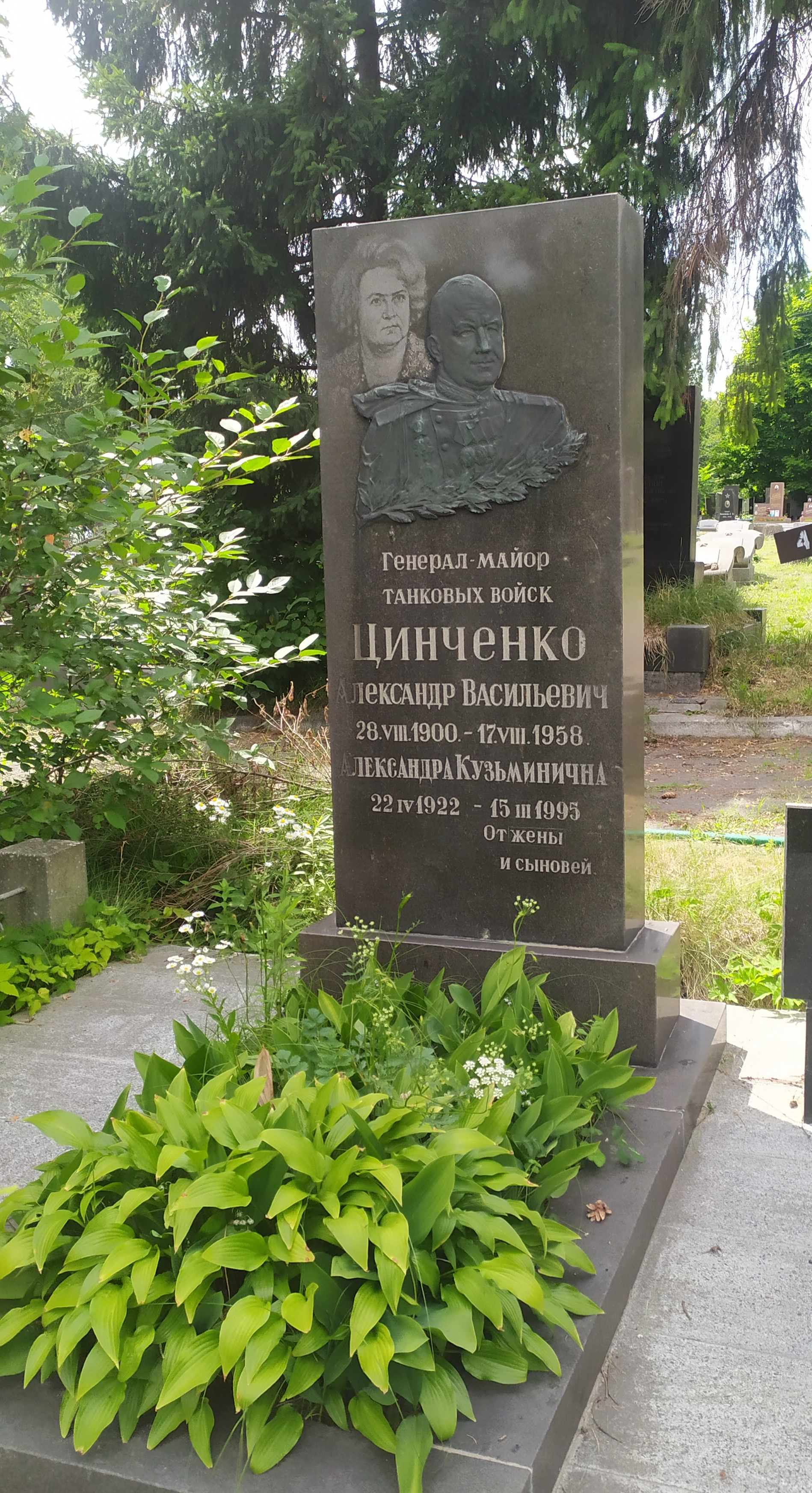
Могила Александра Цинченко

Александр Васильевич Цинченко (28 августа 1900, Киев, Российская империя — 17 августа 1958, Киев, УССР, СССР) — советский военачальник, участник Гражданской, Великой Отечественной и Советско-японской войн. Генерал-майор танковых войск (1945). Судья всесоюзной категории по стендовой стрельбе (1956). Член ВКП(б) с 1922 года.

## Биография

### Начальная биография
Родился 28 августа 1900 года в Киеве. Украинец.
Окончил 3 класса Высшего начального городского училища в 1914 году.
Образование: Окончил Харьковский Военно-политический техникум (1922), Киевскую объединённую школу командиров РККА имени С. С. Каменева (1928). АКУОС при Военной академии механизации и моторизации им. Сталина. (1942).

### Служба в армии
Призван в ряды Красной Армии, с октября 1918 года — красноармеец 2-го железнодорожного батальона. С марта 1919 года красноармеец-прожекторист парохода «Боярин» Днепровской флотилии.
С декабря 1919 года по апрель 1920 года находился по болезни в госпитале в Смоленске.
С апреля 1920 года — старший библиотекарь запасного кавалерийского полка (Харьков). С августа 1920 года — старшина 5-го кадрированного эскадрона 4-й запасной кавалерийской дивизии.
С мая 1921 года по август 1922 года — курсант Высшего военно-политического техникума.
С августа 1922 года — военком, с ноября 1922 года политрук 4-го кавалерийского полка 1-й кавалерийской дивизии. С мая 1924 года — военком радиостанции 1-й кавалерийской дивизии. С января 1925 года — политрук эскадрона связи Конного корпуса Червонного казачества им. Всеукраинского ЦИК (Украинский военный округ). С мая 1926 года помощник командира 4-го кавалерийского полка по политчасти 1-й кавалерийской дивизии.
С сентября 1927 года по август 1928 года — курсант Киевскую объединённую школу командиров РККА имени С. С. Каменева.
С августа 1928 года — командир эскадрона 2-го запасного кавалерийского полка (Харьковский военный округ). С июня 1931 года — Начальник 5-й части 9-й Крымской кавалерийской дивизии. С апреля 1936 года — Начальник 4-го отделения штаба 4-го кавалерийского корпуса. С октября 1937 года — и.д. начальника 1-го отдела 4-го кавалерийского корпуса. С 19 июля 1940 года — начальник отдела тыла штаба 8-го механизированного корпуса. В июне 194 года врио начальника штаба 8-го механизированного корпуса.

### В Великую Отечественную войну
С 26 августа 1941 года командир 23-го танкового полка 12-й танковой дивизии. В августе 1941 года находился в окружении в районе Канев.
С октября 1941 года командир 13-го танкового полка 13-й танковой бригады. С 1 января по 31 марта 1942 года начальник штаба 12-й танковой бригады.
3 марта 1942 года — 15 октября 1942 года — командир 65-й танковой бригады.
С октября 1942 года слушатель АКУОС при Военной академии механизации и моторизации им. Сталина.
С февраля 1943 года — Командующий БТ и МВ группы генерала Хозина Северо-Западного фронта. С марта 1943 года — Командующий БТ и МВ 2-й Резервной армии, с мая 1943 года — 63-й армии. С августа 1943 года — Заместитель командира 1-го танкового корпуса.
С сентября 1943 года — Командующий БТ и МВ 11-й армии.
С января 1944 года — Заместитель командующего БТ и МВ Западного фронта.
С 30 апреля 1944 г. — командир 213-й танковой бригады.
С сентября 1944 года — Командующий БТ и МВ 39-й армии. В его составе участвовал в советско-японской войне 1945 года в Хингано-Мукденской фронтовой наступательной операции. Танкисты армии с боями продвинулись на 350—400 км и к 14 августа вышли в центральную часть Маньчжурии.
С 14 марта 1948 года в распоряжении Командующего БТ и МВ ВС.
4 мая 1948 года уволен из кадров Советской армии в запас по ст. 43 б..
Умер 17 августа 1958 года. Похоронен в Киеве на Лукьяновском военном кладбище.

## Награды
- орденом Ленина (21.02.1945)[5],
- Орден Красного Знамени(03.11.1944)[6].
- Орден Суворова II степени (04.07.1944)[7],
- Орден Кутузова II степени (08.09.1945)[8];
- Орден Богдана Хмельницкого II степени (19.04.1945)[9],
- Орден Отечественной войны I степени (27.08.1943)[10].

- Орден Красной Звезды (25.06.1943)[11].
- Медаль «За оборону Сталинграда» (22.12.1942)[12].
- Медаль «За победу над Германией в Великой Отечественной войне 1941-1945 гг.»  (09.05.1945)[8];
- Медаль «За взятие Кёнигсберга» (9.06.1945)[12].
- Медаль «За победу над Японией»  (03.09.1945)[12]

- Медаль XX лет РККА(1938)
- Юбилейная медаль «30 лет Советской Армии и Флота» (1948);
- Медаль «40 лет Вооружённых Сил СССР» (1958)

## Память
- На могиле установлен надгробный памятник.
- Имя воина увековечено в Главном Храме Вооружённых сил России, и навсегда запечатлено на мемориале «Дорога памяти»[13]